# Tovsti Rohî, Lîseanka
Tovsti Rohî (în ucraineană Товсті Роги) este un sat în comuna Bosivka din raionul Lîseanka, regiunea Cerkasî, Ucraina.

## Demografie
Componența lingvistică a localității Tovsti Rohî
     Ucraineană (98,59%)
     Rusă (1,41%)
Conform recensământului din 2001, majoritatea populației localității Tovsti Rohî era vorbitoare de ucraineană (98,59%), existând în minoritate și vorbitori de rusă (1,41%).